# Bernd Irlenborn
Bernd Irlenborn (* 19. Oktober 1963 in Zell (Mosel)) ist ein deutscher Philosoph. Er ist Professor für Geschichte der Philosophie und Theologische Propädeutik an der Theologischen Fakultät Paderborn.

## Leben
Bernd Irlenborn studierte Kommunikationsdesign an der Fachhochschule Trier sowie Philosophie und Katholische Theologie an den Universitäten Bonn, Köln und Frankfurt am Main. 1999 wurde er in Philosophie an der Universität Wuppertal promoviert und 2002 in Katholischer Theologie an der Universität Bonn.
2005 erfolgte die Berufung auf den Lehrstuhl für Geschichte der Philosophie und Theologische Propädeutik an der Theologischen Fakultät Paderborn. Von 2007 bis 2009 war Irlenborn Rektor dieser Hochschule.
Forschungsaufenthalte als Gastprofessor und Visiting Scholar führten ihn 2009 an die Universität Oxford (Blackfriars Hall), 2010 an die University of Notre Dame (Center for Philosophy of Religion), 2013/2014 wieder an die Universität Oxford (St. John’s College), 2018 an die Päpstliche Universität Gregoriana in Rom, 2023 an die Harvard University (Harvard Divinity School) und 2024 an die Universität Cambridge (Jesus College).

## Forschung und Lehre
Ein Forschungsschwerpunkt von Irlenborn ist die Religionsphilosophie, vor allem in ihrer analytischen Tradition. Bezüglich der Bestimmung der religiösen Pluralität aus philosophischer Sicht vertritt er einen epistemischen Inklusivismus. Weitere Forschungsthemen sind das Verhältnis von philosophischem Relativismus und christlichem Wahrheitsanspruch, die transzendentalphilosophische Religionsphilosophie Richard Schaefflers und die Bedeutung von religiösen Überzeugungen im säkularen Staat.

## Schriften
- Der Ingrimm des Aufruhrs. Heidegger und das Problem des Bösen. Passagen-Verlag, Wien 2001, ISBN 3-85165-415-3.
- Veritas semper maior – Der philosophische Gottesbegriff Richard Schaefflers im Spannungsfeld von Philosophie und Theologie. (Ratio Fidei, 20). Pustet Verlag, Regensburg 2003, ISBN 3-7917-1841-X.
- mit Franz-Josef Bormann (Hrsg.): Religiöse Überzeugungen und öffentliche Vernunft. Zur Rolle des Christentums in der pluralistischen Gesellschaft. (Quaestiones Disputatae, 228) Herder-Verlag, Freiburg/Br. 2008, ISBN 978-3-451-02228-9.
- mit Andreas Koritensky (Hrsg.): Analytische Religionsphilosophie. Wissenschaftliche Buchgesellschaft, Darmstadt 2013, ISBN 978-3-534-24912-1.
- mit Christian Tapp (Hrsg.): Gott und Vernunft. Neue Perspektiven zur Transzendentalphilosophie Richard Schaefflers. (Scientia & Religio, 11). Verlag  Karl Alber, Freiburg / München 2013, ISBN 978-3-495-48562-0.
- Relativismus. De Gruyter, Berlin 2016, ISBN 978-3-11-046247-0.
- mit Michael Seewald (Hrsg.): Relativismus und christlicher Wahrheitsanspruch. Philosophische und theologische Perspektiven. Verlag Karl Alber, Freiburg/München 2020, ISBN 978-3-495-49135-5.
- mit Benjamin Dahlke (Hrsg.): Zwischen Subjektivität und Offenbarung: Gegenwärtige Ansätze systematischer Theologie (Kirche in Zeiten der Veränderung, Bd. 6). Herder-Verlag, Freiburg/Br. 2021, ISBN 978-3-451-38826-2.
- (Hrsg.): Postmetaphysik und Religion: Beiträge zu Jürgen Habermas’ „Auch eine Geschichte der Philosophie“ (Themenheft 2/2022 von Theologie und Glaube). Aschendorff Verlag, Münster 2022; ISSN 0049-366X.
- Monotheism and Relativism. Cambridge University Press, Cambridge 2025, ISBN 978-1-00-957193-7.